# Rosa Loy

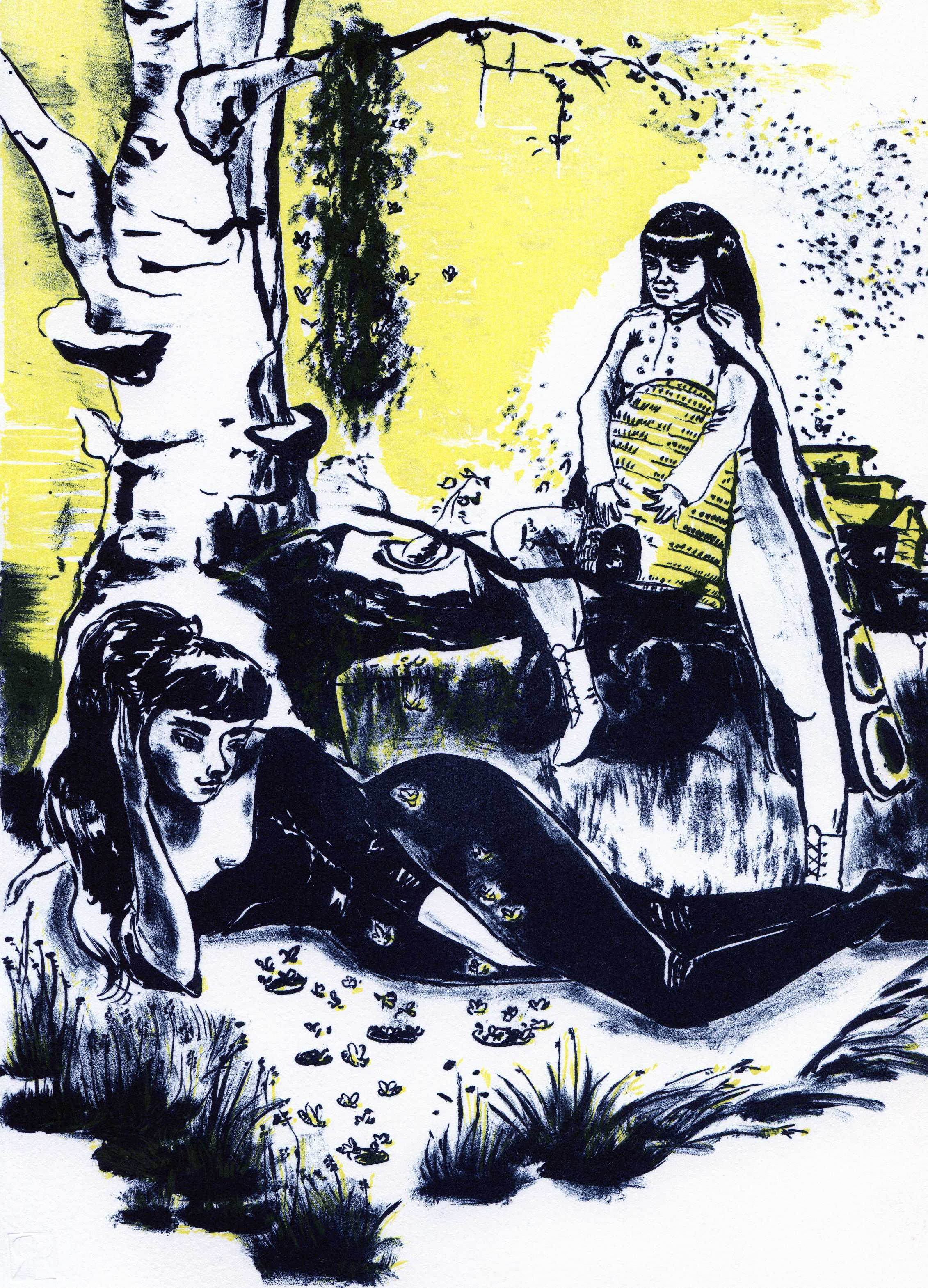
Rosa Loy - Blätterrauschen (Fruscio delle foglie), litografia, "Al centro dei suoi dipinti c’è sempre la figura del doppio femminile e del doppelgänger".

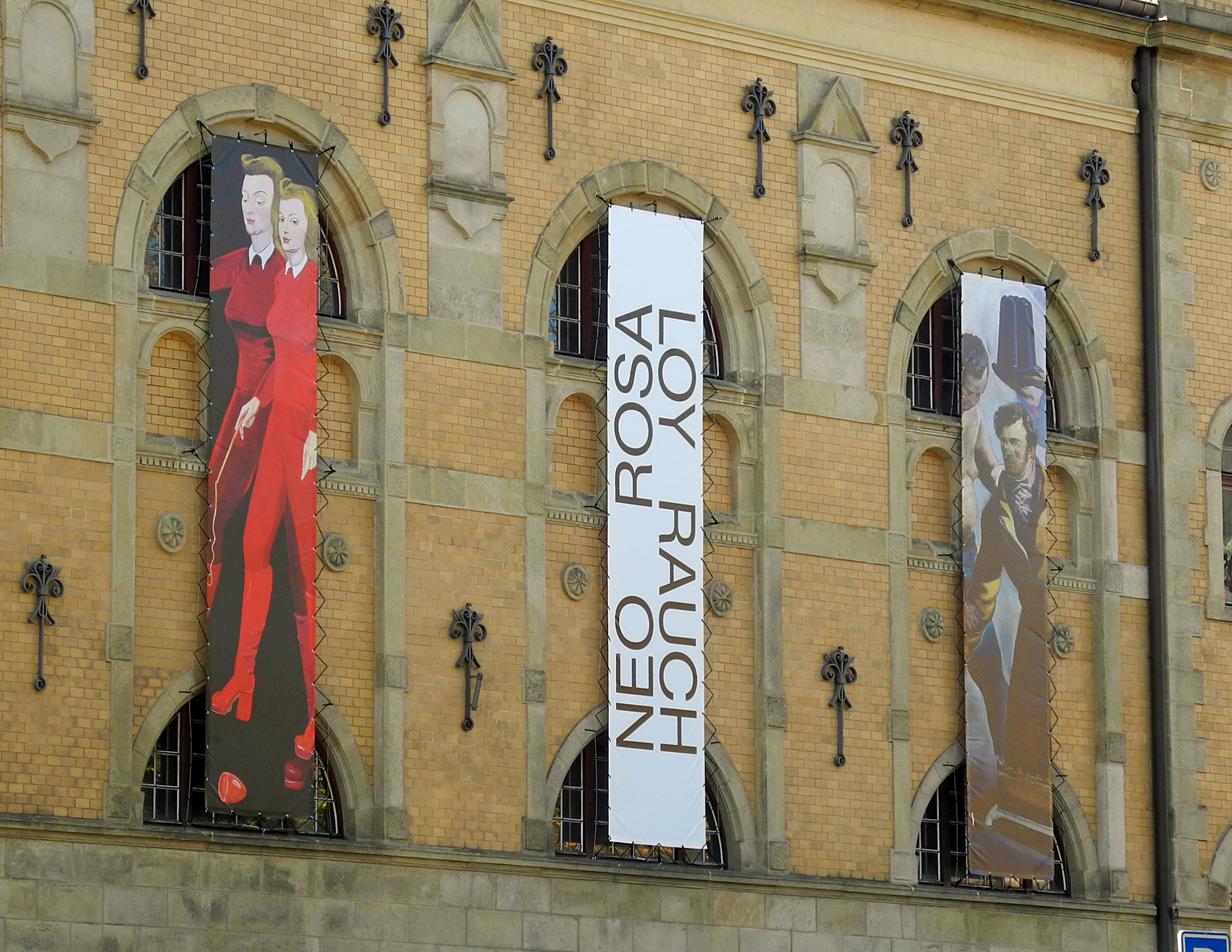
Esposizione a Liberec in Cechia (2024), insieme con Neo Rauch

Rosa Loy (Zwickau, 1958) è un'illustratrice e pittrice tedesca.

## Biografia
Rosa Loy si è laureata in orticoltura presso l'Università Humboldt di Berlino nel 1981 e ha lavorato in questo campo fino al 1985. In seguito si è trasferita a Lipsia per studiare illustrazione alla Hochschule für Grafik und Buchkunst con Rolf Felix Müller, laureandosi nel 1990. Nel  1993 ha conseguito un master in pittura e illustrazione con Rolf Münzner. Dal 1993 lavora in modo indipendente.
Rosa Loy appartiene alla «Nuova Scuola di Lipsia». Loy lavora con il marito e artista Neo Rauch nel Baumwollspinnerei, un ex mulino di cotone a Lipsia..
Neo Rauch e Rosa Loy hanno progettato la scenografia per l'opera Lohengrin di Richard Wagner al Festival di Bayreuth del 2018, 2019, 2020, 2022 e 2025.